# 燧人氏
燧人氏是華夏上古傳說中聚居於河套附近的人物、氏族。
传说中先民本过着茹毛饮血的生活，因生食而多有疾病；有圣人因观察敲击而生的火花有所感，于是教育人民钻木取火，人民由此得食熟食，这位圣人因此被称为“燧人氏”，也成为人民的首领。
據說燧人氏死後葬於今商丘一带。現今當地有燧皇陵，是河南省文物保护单位。

## 相關
- 石峁遗址
- 氏